# Тарнеров синдром
Тарнеров синдром настаје као последица нумеричке аберације хромозома, монозомије X хромозома жене. Жене са овим синдромом имају само један X хромозом и кариотип 45, ХО. Узрок овог обољења може да буде и образовање изохромозома који садржи дуплирани дуги крак (q крак) X хромозома (обележава се se sa i(Xq) ). То је једина монозомија хромозома код човека коју ћелија може да преживи.
Раст у висину и стерилитет ових особа се не могу поправити. Насупрот томе, ако се подвргну терапији естрогенима и прогестероном у време иначе очекиваног пубертета, може се изазвати појава секундарних полних одлика и тиме избећи појава психичких сметњи.

### Наслеђивање
У већини случајева где се јавља монозомија, вишак X хромозома долази од мајке. Ово се такође може десити због нераздвојености са оцем. Све у свему, функционални X хромозом обично долази од мајке.
У већини случајева, Тарнеров синдром је спорадичан догађај, а за родитеље такве особе ризик од рецидива се не повећава за наредне трудноће. Ретки изузеци могу укључивати присуство уравнотежених транслокација X хромозома код родитеља или где мајка има 45, X мозаицизам ограничен на њене заметне ћелије.

### Узроци и дијагноза
Тарнеров синдром се обично не наслеђује; него се јавља као резултат генетског поремећаја током формирања репродуктивних ћелија гамета у родитељу или у ембрионалном развоју, раних деоба ћелија током развоја. Нису познати ризици по животну средину, а старост мајке такође нема познату улогу.
Тарнеров синдром настаје услед хромозомске абнормалности у којој цео или део једног од X хромозома недостаје или је измењен. Док велика већина људи има 46 хромозома, они са ТС обично имају 45. Хромозомска абнормалност може бити присутна само у неколико ћелија. У том случају је познат као ТС са мозаицизмом. У овим случајевима, симптоми су обично мањи и можда се уопште не појављују. Дијагноза се заснива на физичким знацима и генетском тестирању .
Тарнеров синдром је узрокован одсуством потпуне или делимичне копије X хромозома у неким или свим ћелијама. Абнормалне ћелије могу имати само један X ( монозомију ) (45, Кс) или могу бити захваћене једним од неколико типова парцијалних моносомија као што је делеција кратког (п) крака једног X хромозома (46, X, део (Ксп) ) или присуство изохромозома са два к крака (46, X и (Кск) Тарнеров синдром има различите карактеристике због недостатка псеудохромозомских региона, који су обично поштеђени Кс-инактивације. Код мозаичких појединаца, ћелије са X монозомијом (45, Кс) могу се појавити заједно са ћелијама које су нормалне (46, XX), ћелијама које имају делимичну монозомију или ћелијама које имају И хромозом (46, XI). Процењује се да је мозаицизам релативно чест код оболелих особа (67–90%).

### Знаци и симптоми
Од следећих уобичајених симптома Тарнеровог синдрома, погођена особа може имати било коју комбинацију симптома и мало је вероватно да ће имати све од следећег. 
Препознатљиви показатељи су:
- Широка прса (штитаста прса) и широко постављене грудне брадавице;
- Ниска задња линија власишта
- Репродуктивна стерилност;
- Рудиментарно ткиво жлијезда јајника (неразвијене структуре гонада које касније постају нитасте);
- Аменореја, одсуство менструације;
- Повећана тежина, гојазност;
- Скраћен метакарпус ИВ;
- Мали нокти;
- Карактеристичне црте лица;
- Вратна крила (птеригиј врата) из цистичног хигрома у повојима;
- Стеноза аортног залиска;
- Коартација аорте;
- Бикуспидни аортни залистак (најчешћи срчани проблем);
- Потковичасти бубрег;
- Оштећења вида: склера, рожњача, глауком итд.;
- Упале уха и губитак слуха, ушне шкољке су лоше формиране и ниско постављене;
- Висок омјер струка и бока (кукови нису много шири од струка);
- Поремећај хиперактивног дефицита пажње (проблеми са концентрацијом, памћењем, пажњом са хиперактивношћу који се углавном јављају у детињству и адолесценцији);
- Невербалне сметње у учењу (проблеми са математиком, социјалним вјештинама и просторним односима).
- Кратак врат уз кожне наборе на бочним странама, који се протежу од уха до рамена;
- Мали раст (125-150cm);
- Штитасте груди са размакнутим брадавицама;

- Лимфедем (отицање) руку и стопала новорођенчета;

Психички развој је код већине нормалан, а код мање од 20% се јавља ментална заосталост. Остале карактеристике могу укључивати малу доњу вилицу ( микрогнатију ), кубитус валгус, меке пресавијене нокте, жлеб на длановима и птозу очних капака. Мање уобичајене су пигментисане брадавице, губитак слуха и високо закривљено непце (уска максила). Тарнеров синдром се различито манифестује код сваке жене погођене овим стањем; дакле, ниједна особа нема исте карактеристике. Иако је већина физичких налаза безопасна, значајни здравствени проблеми могу бити повезани са овим синдромом. Већина ових значајних стања може се излечити операцијом и лековима.

### Лечење
Не постоји познат лек за Тарнеров синдром. Лечење може помоћи у ублажавању симптома. Инјекције људског хормона раста у детињству могу повећати раст одраслих. Терапија заменом естрогена може подстаћи развој груди и кукова. Медицинска нега је често потребна за лечење других здравствених проблема повезаних са ТС.

### Историја
Овај синдром је добио име по ендокринологу Хенрију Тарнеру, из Илиноиса, који га је описао 1938.
Инциденција Тарнеровог синдрома у општој популацији је око 1/2.000 и 1/5.000 код новорођених женских беба. Сви светски региони и културе имају приближно једнаку учесталост овог синдрома. Људи са ТС генерално имају краћи животни век, углавном због срчаних проблема и дијабетеса. После Тарнерове 1938. 1964. године, синдром је утврђен као последица хромозомске абнормалности .
У Европи се често назива Улрих-Тарнер синдром, да би се признало да су европски лекари описали раније случајеве. У руској и СССР литератури назива се синдром Шерешевског-Тарнера, да би се признало да је ово стање први описао (1925) совјетски совјетски ендокринолог Николај Шерешевски, који је веровао да је то због неразвијености гонада и предње хипофизе .
Први објављени извештај о жени са кариотипом 45, X написао је 1959. године др. Чарлс Форд и његове колеге у Харвелу, Оксфордшир, близу Оксфорда и Гуис Хоспитал у Лондону . Пронађен је код 14-годишње девојчице са знацима Тарнеровог синдрома.

### Епидемиологија
Тарнеров синдром се јавља између 1/2000 и 1/5000 жена при рођењу. Отприлике 99 % фетуса са Тарнеровим синдромом спонтано нестаје током првог триместра трудноће.